# Marika Šoposká
Marika Šoposká (* 12. listopadu 1989 Havlíčkův Brod) je česká filmová a divadelní herečka. Proslavila se především v televizi, rolí Vesny v seriálu Cirkus Bukowski, kapitánky Fáberové v seriálu Oktopus či doktorky Mrázkové v seriálu Ordinace v růžové zahradě 2. Na filmovém plátně patřila k jejím největším příležitostem role Jitky v životopisném dramatu Já, Olga Hepnarová.

## Život
Vystudovala hudebně-dramatický obor na Pražské konzervatoři. Její první filmová role byla v pohádkovém příběhu režiséra Zdeňka Zelenky Boháč a chudák z roku 2005. V roce 2006 hrála princeznu v pohádce O Šípkové Růžence stejného režiséra. V roce 2008 hrála v televizním seriálu Kriminálka Anděl a také v krátkém filmu Bába režisérky Zuzany Špidlové, který vyhrál sekci filmových škol filmového festivalu v Cannes.
V roce 2011 účinkovala v historickém filmu Lidice, v režijním debutu Zdeňka Jiráského Poupata a v pohádce Micimutr. Nejvíce je známá ze seriálu Ordinace v růžové zahradě 2, kde hraje dětskou lékařku, později záchranářku Brigitu „Bibi“ Mrázkovou.
Má mladšího bratra Antonia, který hraje v Ulici Vaška, syna Hedviky.
S Berenikou Kohoutovou píše blog Sedmilhářky, v roce 2016 vyšly zápisy z něj i knižně. Napsala také několik textů na album Kruhy, které nazpívala její herecká kolegyně Ivana Korolová.
S manželem Petrem Čechákem má syna Benedikta. 11. listopadu 2019 se jí narodil druhý syn Vincent.
Dne 20. dubna 2021 bylo oznámeno, že je jednou z účastnic jedenácté řady taneční soutěže StarDance. V červnu 2021 bylo oznámeno, že si zatančí s Robinem Ondráčkem. Soutěž opustili v pátém kole. V roce 2023 hrála postavu kapitánky Markéty Fáberové v seriálu Oktopus. V srpnu 2024 měl premiéru v kinech dobový film Vlny, kde si zahrála postavu sekretářky Jaruny.

## Filmografie

### Filmy
| Rok  | Název                  | Role               | Poznámka               |
| ---- | ---------------------- | ------------------ | ---------------------- |
| 2006 | Naděje zítřka          | tenistka Tereza    |                        |
| 2007 | Crash Road             | Panna Marie        |                        |
| 2008 | Bába                   | Veronika           | krátkometrážní film    |
| 2009 | Ctrl Emotion           | Olina              | studentský film        |
| 2009 | Hrobník                | Markéta            | film                   |
| 2011 | Lidice                 | Helenka            |                        |
| 2011 | Micimutr               | princezna Karolína |                        |
| 2011 | Poupata                | Agáta              |                        |
| 2012 | Můj vysvlečenej deník  | Margareta          |                        |
| 2013 | Bez doteku             | Martina            |                        |
| 2014 | Prstýnek               | Adélka             | krátkometrážní film    |
| 2014 | Venku pršelo           |                    | studentský film        |
| 2014 | Identity               | Marika             | krátkometrážní film    |
| 2015 | Laputa                 | Niko               |                        |
| 2016 | Já, Olga Hepnarová     | Jitka              |                        |
| 2016 | Decibely lásky         |                    |                        |
| 2016 | Benny                  | Pat                | studentský film        |
| 2018 | Úsměvy smutných mužů   | Dana               | film                   |
| 2019 | Jak si nepodělat život | Blanka             | 1 epizoda (Beze stopy) |
| 2019 | Hra                    | Petrova manželka   | film                   |
| 2023 | Dvě slova jako klíč    | Dana               | film                   |
| 2024 | Vlny                   | Jaruna             | film                   |

### Televize
| Rok                                 | Název                           | Role                           | Poznámka                               |
| ----------------------------------- | ------------------------------- | ------------------------------ | -------------------------------------- |
| 2005                                | Boháč a chudák                  | Claudie                        | TV film                                |
| 2006                                | O Šípkové Růžence               | princezna Růženka              | TV film                                |
| 2006                                | Slečna Guru                     | Míša                           | TV film                                |
| 2007                                | Joséphine, ange gardien         | Léa                            | 1 epizoda (Le secret des Templiers)    |
| 2007                                | Začarovaná láska                | princezna Marinka              | TV film                                |
| 2007                                | Opravdová láska                 | Kateřina                       | TV film                                |
| 2008                                | Kriminálka Anděl                |                                | 1 epizoda (Posedlost)                  |
| 2008–2009                           | 3 plus 1 s Miroslavem Donutilem | herečka Králová / Mariana      | 2 epizody                              |
| 2009                                | Fispánská jablíčka              | Zlatovláska                    | TV film                                |
| 2009                                | Hrobník                         | Markéta                        | TV film                                |
| 2010                                | Rytmus v patách                 | Geraldine Brandejsová          | TV film                                |
| 2010                                | Post Bellum                     | švadlena Adéla                 | TV film                                |
| 2010                                | Zlatá nitka                     | princezna Jasmína              | TV film                                |
| 2012–2013                           | Vyprávěj                        | Lenka                          | 5 epizod                               |
| 2013–2014                           | Cirkus Bukowsky                 | Vesna                          | 12 epizod                              |
| 2014                                | Neviditelní                     | Moničina kamarádka             | 1 epizoda (1x07)                       |
| 2014                                | První republika                 | Lea Salomonová                 | 8 epizod                               |
| 2014                                | Škoda lásky                     | Fany                           | 1 epizoda (Srdce ženy)                 |
| 2015                                | Jan Hus                         | královna Žofie                 | TV film                                |
| 2016                                | Pravý rytíř                     | princezna Izabela (pouze hlas) | TV film                                |
| 2017                                | Nejlepší přítel                 | Rézinka (pouze hlas)           | TV film                                |
| 2017– 2019 2020 – 2022 2023 – dosud | Ordinace v růžové zahradě 2     | MUDr. Brigita „Bibi“ Mrázková  | 38 epizod                              |
| 2018                                | Polda                           | Kristýna Vágnerová             | 1 epizoda (Manželský trojúhelník)      |
| 2018                                | Dabing Street                   | účastnice castingu             | 1 epizoda (Budování mediálního obrazu) |
| 2020                                | O vánoční hvězdě                | Amálka (pouze hlas)            | TV film                                |
| 2023                                | Oktopus                         | kpt. Markéta Fáberová          | TV seriál, 13 epizod                   |
| 2025                                | Oktopus 2                       | kpt. Markéta Fáberová          | TV seriál, 12 epizod                   |
| 2025                                | Ratolesti                       | učitelka                       | TV seriál                              |

### Divadlo
Studio DVA
- Líbánky na Jadranu
- Věra
- Poprask na laguně
- Hovory o štěstí mezi čtyřma očima
- Holky jako květ
- Štíři z února

#### Činoherní klub Praha
- Christopher Hampton: Nebezpečné vztahy, 2006–2011 – Cecilie de Volanges
- John Millington Synge: Hrdina západu, 2007 – Zuzana Bradyová
- Marina Carr: U Kočičí bažiny, 2009–2012

#### Národní divadlo
- William Shakespeare: Zkrocení zlé ženy, 2010 – Bianca

#### Divadlo v Celetné
- Fjodor Michajlovič Dostojevskij: Něžná je noc, 2010

#### Divadlo Konzervatoře
- Olga Šubrtová: Muž sedmi sester, 2008–2010 – Slávka
- Přemysl Rut: Drahý Kadle, kampak dneska po divadle, 2009
- Pavel Kohout: Ruleta, 2009 – Madam / Marta

#### Komorní činohra Praha (Malá scéna Divadla pod Palmovkou)
- Pavel Kohout: Ruleta, 2009 (obnovená premiéra představení z DiKu) – Madam
- Drahý Kadle, kampak dneska po divadle, 2009 (obnovená premiéra představení z DiKu)
- Kitty Flynn, 2009–2012

#### Divadelní společnost Nevítaní
- Jean-Paul Sartre: S vyloučením veřejnosti
- Luis Nowra: Noc bláznů, 2010 – Lucy

#### Divadelní spolek Kašpar
- Něžná je noc, 2011

### Dabing
- Alenka v říši divů, 2010 – Mia Wasikowska jako Alenka
- Zlatá sedmdesátá, 2010 – Lisa Robin Kelly, Christina Moore jako Lorie Forman
- Zvonilka: Tajemství křídel, 2012 – Mae Whitman jako Zvonilka[11]
- Padesát odstínů šedi, 2015 – Dakota Johnsonová jako Anastasia „Ana“ Steelová
- Alenka v říši divů za zrcadlem, 2016 – Mia Wasikowska jako Alenka
- Padesát odstínů temnoty, 2017 – Dakota Johnsonová jako Anastasia „Ana“ Steelová
- Padesát odstínů svobody, 2018 – Dakota Johnsonová jako Anastasia „Ana“ Steelová
- League of Legends – Luxanna „Lux“ Crownguard
- Následníci 2, 3 – Evie
- Mentalista – agentka Michelle Vegová
- Soy Luna, 2016 – Ambar Smith
- Nebezpečná laskavost - Anna Kendrick jako Stephanie Smothers
- Další nebezpečná laskavost - Anna Kendrick jako Stephanie Smothers
- Můj oxfordský rok - Anna de la Vego (Sofia Carson)

Dabovala také Keiru Knightley a Audrey Hepburnovou.